# Młodzież Wszechpolska

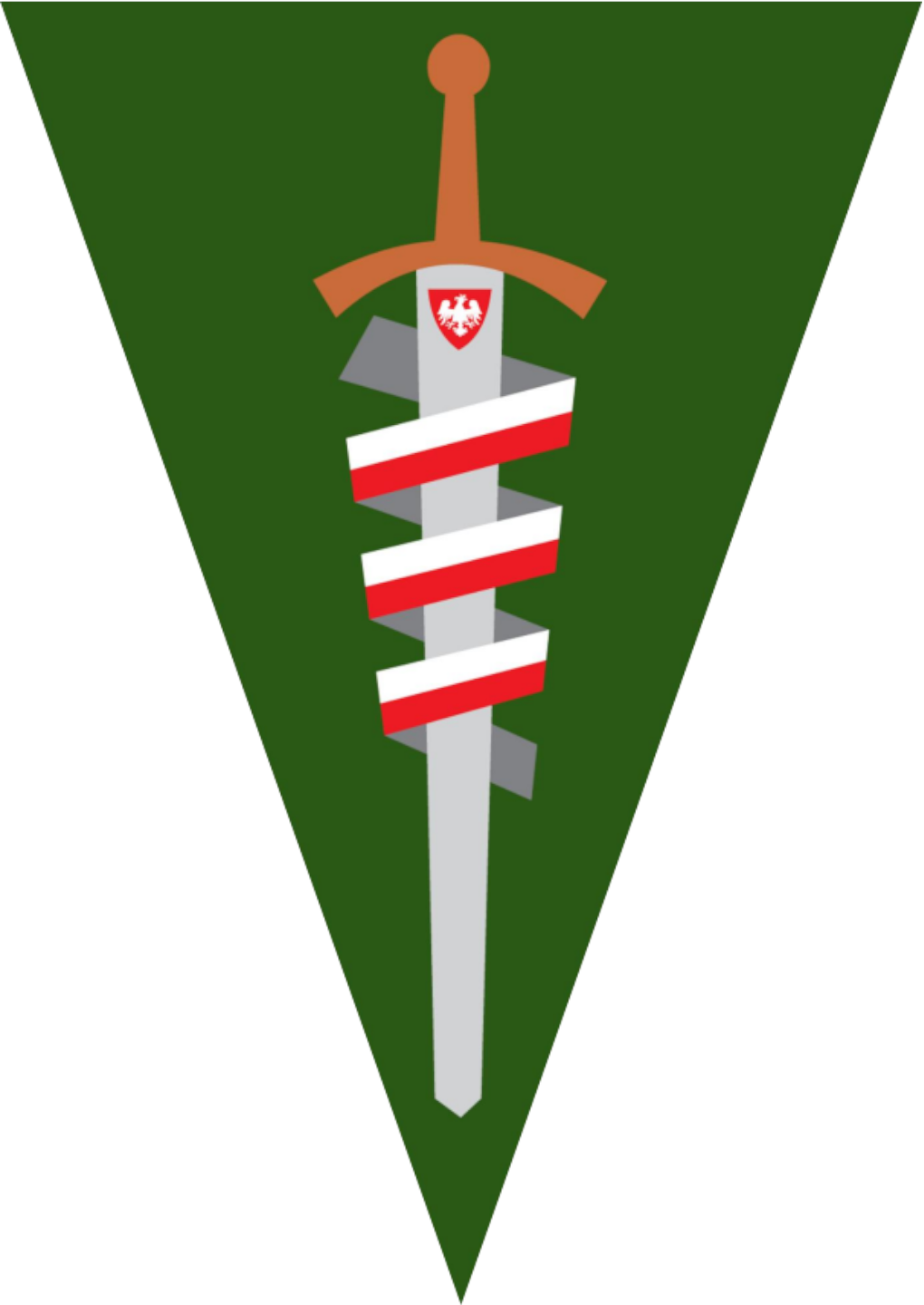
Flaga Młodzieży Wszechpolskiej z symbolem Szczerbca

Młodzież Wszechpolska (MW) – polska organizacja młodzieżowa o charakterze nacjonalistycznym, eurosceptycznym i narodowo-katolickim. W swoich dokumentach programowych deklaruje „wychowywanie młodzieży w duchu narodowo-katolickim i narodowo-solidarnym” oraz „kontynuację działalności przedwojennego Związku Akademickiego Młodzież Wszechpolska” na podstawie pełnomocnictwa wiceprezesa Związku Jacka Nikischa. Młodzież Wszechpolska uważa się za spadkobiercę obozu narodowego, przede wszystkim myśli politycznej Romana Dmowskiego. Jest współorganizatorem Marszu Niepodległości.
Europejska Komisja przeciw Rasizmowi i Nietolerancji Rady Europy uznaje MW za organizację ekstremistyczną. Komitet ds. Likwidacji Dyskryminacji Rasowej ONZ wezwał Polskę do jej delegalizacji.

## Nazwa
Termin wszechpolski został stworzony przez Jana Ludwika Popławskiego i był synonimem całego obozu narodowego. Wyrażał dążenie do zjednoczenia i połączenia w jedną całość wszystkich ziem polskich, akcentował więź narodową i równy status wszystkich obywateli narodowości polskiej – niezależnie od ich pochodzenia społecznego i poziomu zamożności. Do tego terminu odwoływało się również m.in. pismo Przegląd Wszechpolski wydawane w latach 1895–1905 propagujące solidaryzm społeczny, negujący walkę klas, sprzeciwiający się rusyfikacji i germanizacji.

## Historia

### Geneza
Reaktywację Młodzieży Wszechpolskiej poprzedziło wydanie w 1988 przez Romana Giertycha pisma „Młodzież Wszechpolska”, gdzie przedrukowywane były pisma autorów związanych z przedwojennym nacjonalizmem, oraz ukazanie się pisma „Gimnazjalista”, skierowanego do młodzieży. Zjazd reaktywujący stowarzyszenie odbył się 2 grudnia w Collegium Novum w Poznaniu. Reaktywacja nastąpiła z powodu wypierania z życia, zwłaszcza publicznego, etyki katolickiej i zagrożenia niezawisłości Ojczyzny. Spotkanie rozpoczęło odczytanie listu mecenasa Jacka Nikischa, który był wiceprezesem organizacji w latach 1930–1931. Na zjeździe przyjęto deklarację, w której podkreślono wagę etyki katolickiej, oparcie gospodarki na własności prywatnej oraz powstrzymanie wykupu majątku narodowego przez obcy kapitał, zakorzenienie w cywilizacji łacińskiej oraz przeciwstawienie się zagrożeniu ze strony Niemiec. Na zjeździe Roman Giertych został wybrany prezesem organizacji.

### Lata 1989–2000
Po 1989 struktury MW zaczęły się rozrastać. Koła organizacji zaczęły pojawiać się w coraz to większej liczbie miejsc; ukazywały się ulotki i plakaty informujące o reaktywowaniu MW w Olsztynie, Białymstoku, Krakowie. W dniach 30–31 maja 1992 w Poznaniu zorganizowano Światowy Zjazd Młodzieży Wszechpolskiej z okazji siedemdziesięciolecia istnienia organizacji. W trakcie konferencji wygłoszono kilka referatów poświęconych zagadnieniom Kościoła, narodu i państwa.
Organizacja wzięła udział w kampanii Bloku dla Polski przed wyborami parlamentarnymi w 1997, podczas której krytykowała koalicję AWS–Unia Wolności. Protestowała przeciwko jej zdaniem nielegalnemu wykupowi polskiej ziemi i nieuczciwej prywatyzacji. MW była jednym z inicjatorów zjednoczenia wielu partii narodowych w jedno Stronnictwo Narodowe do czego doszło 19 kwietnia 1999 w Warszawie.

### Lata 2001–2006
Po powołaniu Ligi Polskich Rodzin Młodzież Wszechpolska poparła ją i rozpoczęła z nią współpracę. W 2002 odbył się zjazd z okazji 80-lecia istnienia organizacji w Sali Kolumnowej w Sejmie, na którym przyjęto nową Deklarację Ideową, a nowym prezesem został wybrany Piotr Ślusarczyk. W wyborach samorządowych działacze organizacji uzyskali mandaty radnych.
W 2003 działacze MW i LPR pikietowali przeciwko należącemu do Langenortu statkowi, w którym załoga ułatwiała kobietom aborcję przy zaistnieniu przesłanek niedopuszczonych przez polskie prawo. Protestujący podjęli próbę blokady portu we Władysławowie. W dniu Narodowego Święta Niepodległości w Warszawie odbyła się uroczysta konferencja pod hasłem „Rola ruchu narodowego w odzyskaniu niepodległości”, a po jej zakończeniu kilkaset osób przemaszerowało ulicami stolicy. Konferencja była częścią obozu, który odbył się w Falenicy. Powstała Akademia Orła, która przygotowywała Wszechpolaków do udziału w życiu społeczno-politycznym kraju.
Podczas referendum akcesyjnego do Unii Europejskiej MW krytykowała wstępowanie do tej organizacji międzynarodowej i namawiała do głosowania przeciwko wstępowaniu. 1 maja 2004 współorganizowała Marsz Niepodległości. W 2004 prezesem został wybrany Radosław Parda. W wyborach do Parlamentu Europejskiego w 2004 roku kilku ówczesnych i byłych jej członków zdobyło mandaty (m.in. Wojciech Wierzejski i Sylwester Chruszcz).
W 2005 MW razem z Ligą Polskich Rodzin i Obozem Narodowo-Radykalnym zorganizowała Marsz Normalności w Warszawie, w którym wzięło udział 2 tysiące osób. Był on organizowany jako legalna kontrmanifestacja wobec Parady Równości. Organizatorzy podkreślali w trakcie marszu swój sprzeciw wobec postulatów środowiska LGBT, a Wojciech Wierzejski zapowiedział delegalizację „organizacji lesbijsko-gejowskich
W wyborach parlamentarnych w 2005 roku wspierała Ligę Polskich Rodzin z listy, której startowali Wszechpolacy. Oprócz Romana Giertycha parlamentarzystami zostali: Wojciech Wierzejski, Piotr Ślusarczyk, Radosław Parda, Krzysztof Bosak, Bogusław Sobczak, Szymon Pawłowski, Rafał Wiechecki, Daniel Pawłowiec, Przemysław Andrejuk, Marek Kawa i Arnold Masin.
W grudniu 2006 kierownictwo LPR ogłosiło, że zrywa związki z Młodzieżą Wszechpolską i zdecydowało się powołać nową organizację młodzieżową – Ruch Młodych LPR. Decyzja Romana Giertycha była motywowana doniesieniami prasowymi o imprezie neonazistów, w której według dziennikarzy Dziennika mieli brać udział członkowie Młodzieży Wszechpolskiej. Okazało się jednak, że uczestnicy tej imprezy nie należeli do Młodzieży Wszechpolskiej.

### Od 2006 roku

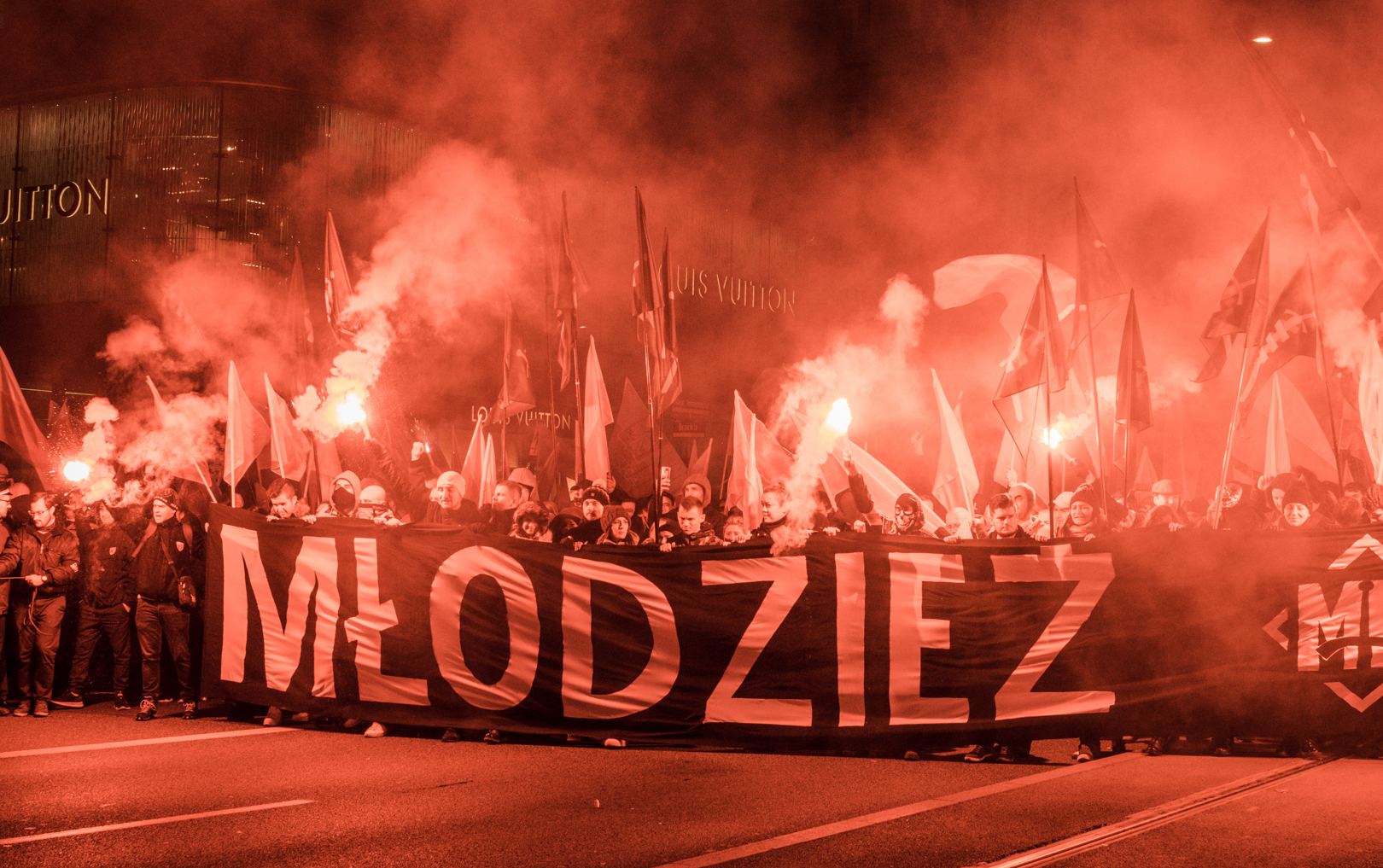
Młodzież Wszechpolska na Marszu Niepodległości w 2017 roku

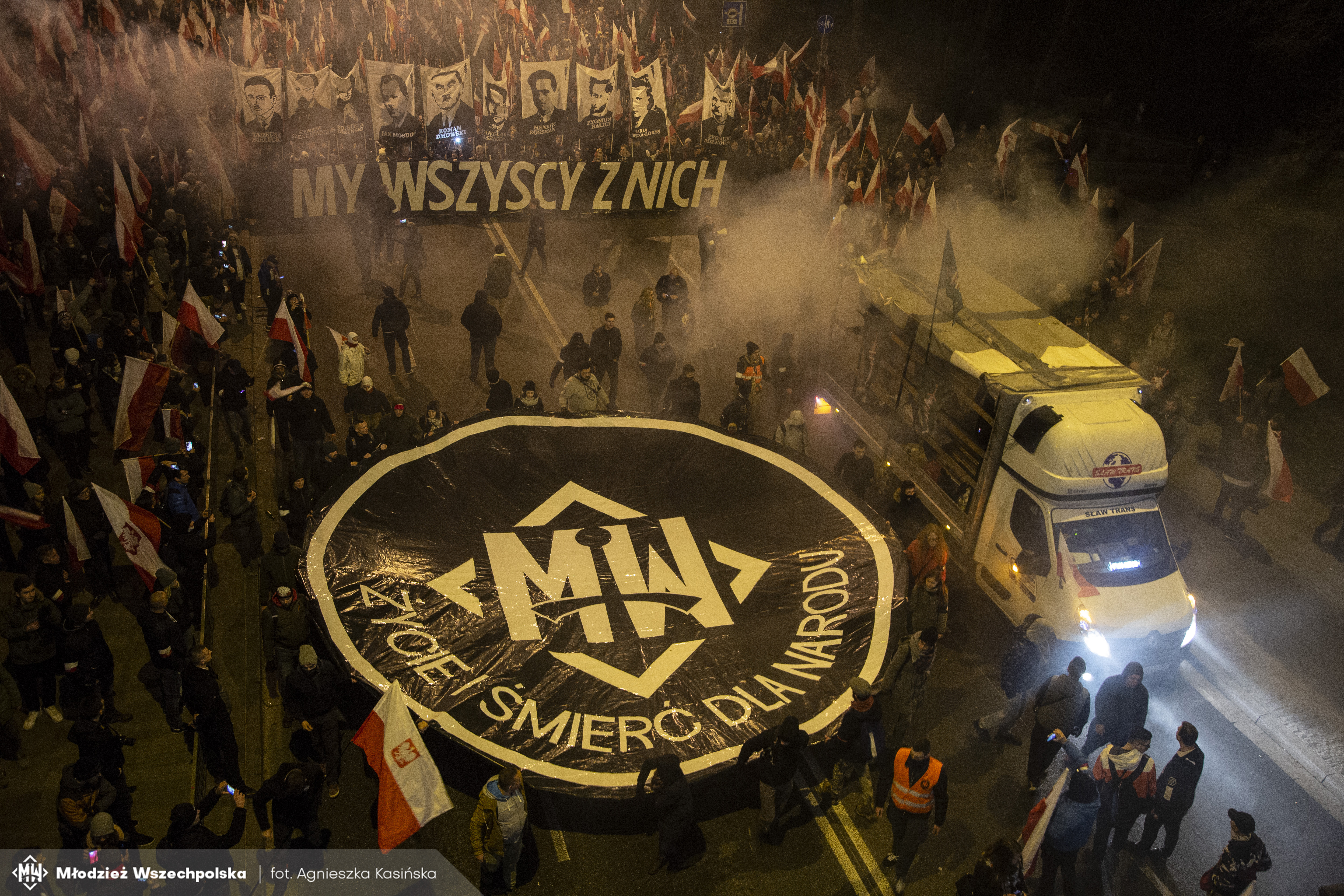
Młodzież Wszechpolska podczas Marszu Niepodległości 2018

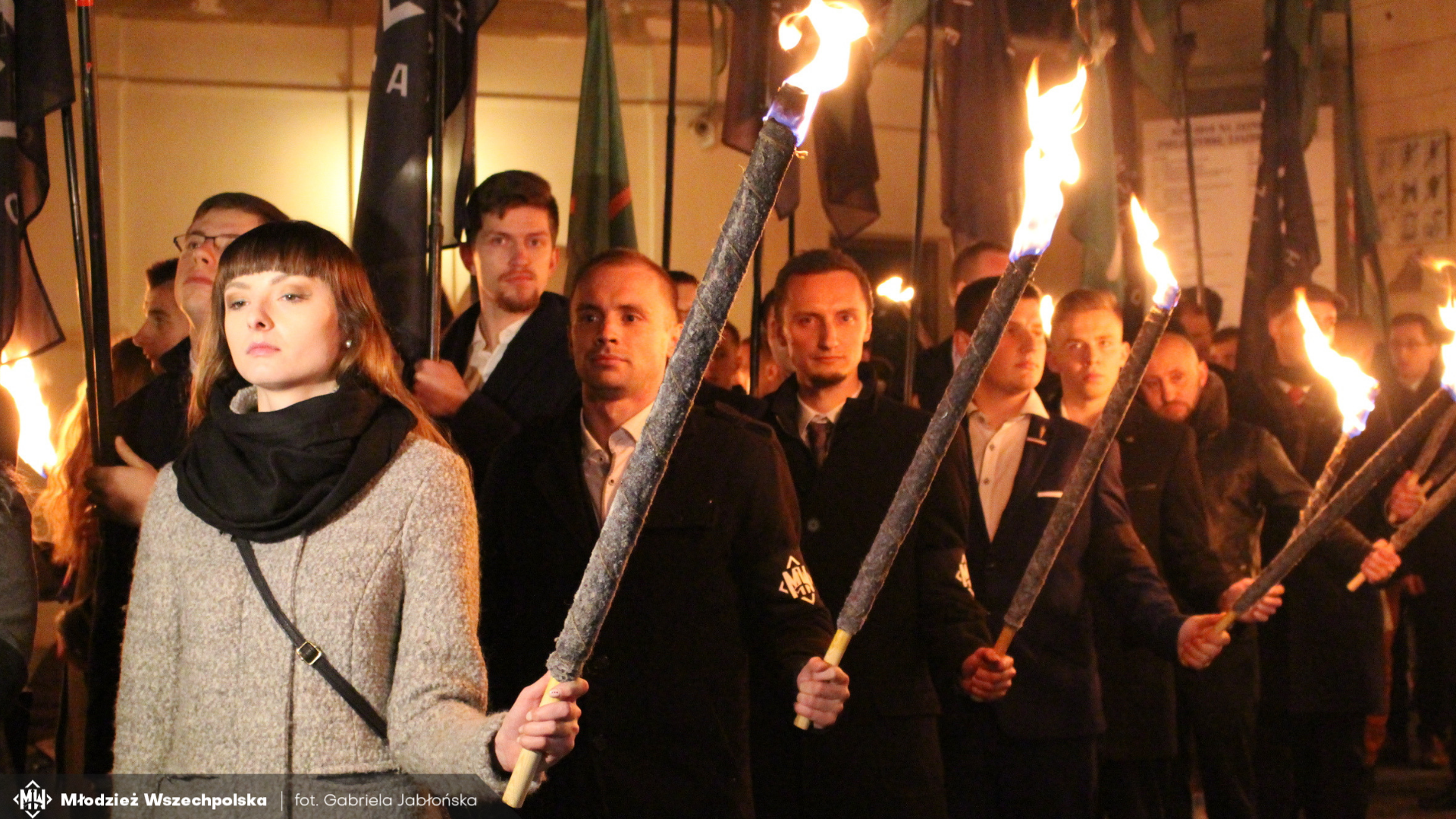
Pielgrzymka Środowiska Narodowego na Jasną Górę w 2019 roku

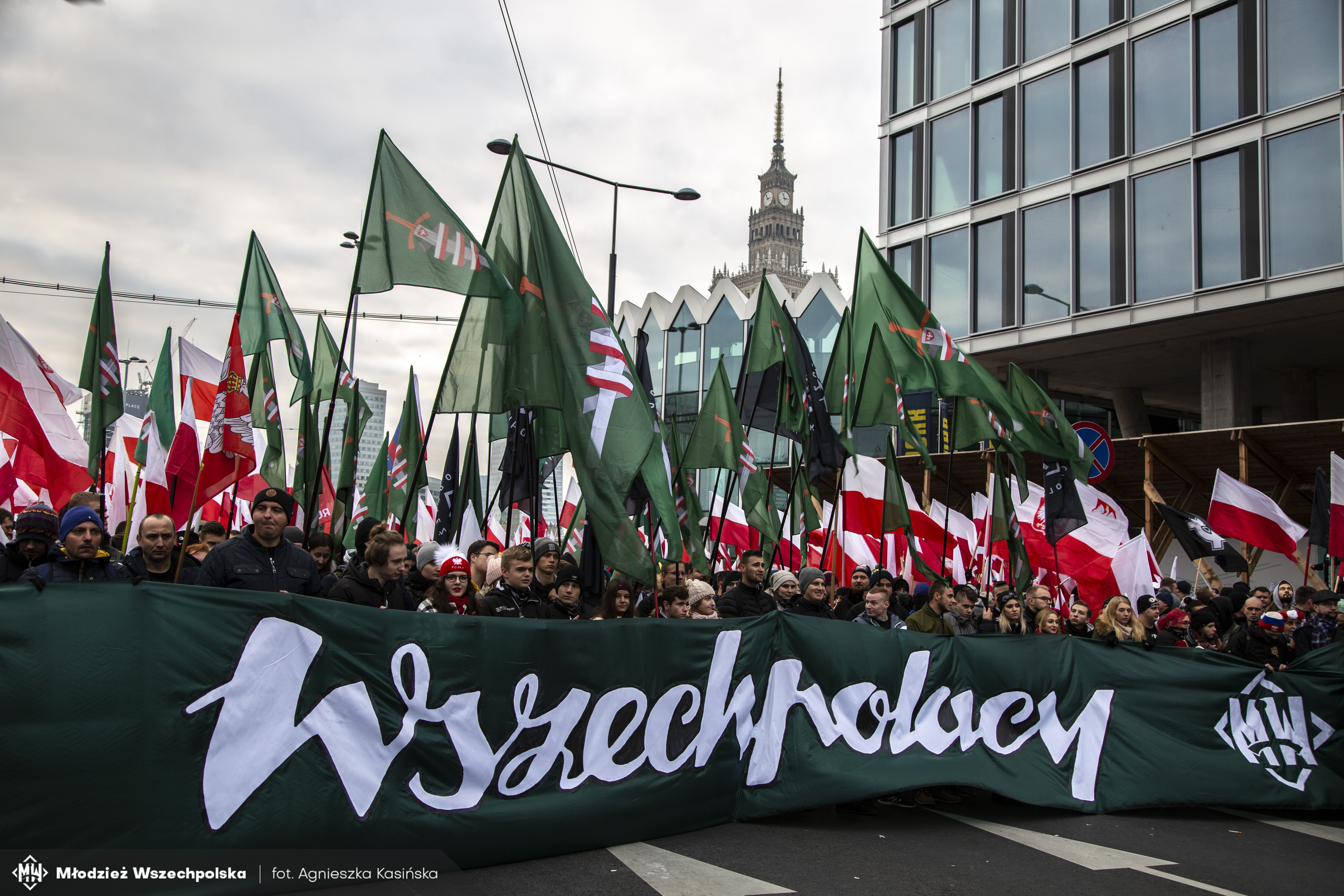
Młodzież Wszechpolska na Marszu Niepodległości w 2019 roku

Od 2006 corocznie stowarzyszenie organizuje kampanię społeczną „Kocham Polskę”. Pod koniec 2006 zostały wybrane nowe władze stowarzyszenia z Konradem Bonisławskim jako prezesem na czele. W latach 2008–2009 wraz z Obozem Narodowo-Radykalnym organizowano protesty przeciwko Traktatowi Lizbońskiemu. W 2009 Młodzież Wszechpolska obchodziła w Krakowie 20. rocznicę reaktywacji. Wiosną 2009 prezesem MW został wybrany Robert Winnicki. W listopadzie 2010 roku wraz z Obozem Narodowo-Radykalnym organizuje pierwszy Marsz Niepodległości. W 2012 organizacja sprzeciwiała się umowie ACTA i wzięła udział w protestach przeciwko temu traktatowi.
8 czerwca 2013 w Warszawie odbył się kongres założycielski Ruchu Narodowego. Została ogłoszona wtedy dziewięciopunktowa Deklaracja Ideowa podpisana m.in. przez Młodzież Wszechpolska. W 2014 odbyła się pierwsza pielgrzymka na Jasną Górę organizowana przez stowarzyszenie. Podczas pielgrzymki w 2016 roku na Jasną Górę MW obrała świętego Maksymiliana Kolbego za patrona. Pielgrzymi odnowili śluby złożone w 1936 r. przez środowiska narodowe i akademickie.
W czerwcu 2014 po wybuchu afery podsłuchowej Młodzież Wszechpolska wraz z Ruchem Narodowym i Obozem Narodowo-Radykalnym zorganizowała manifestacje, podczas których domagała się dymisji rządu Donalda Tuska.
W marcu 2015 podczas zjazdu w Częstochowie został wybrany na prezesa Adam Andruszkiewicz. W 2015 w czasie kryzysu imigracyjnego Młodzież Wszechpolska zorganizowała lub współorganizowała manifestacje, sprzeciwiając się przyjmowaniu imigrantów z Afryki Północnej i Bliskiego Wschodu w ramach mechanizmu relokacji zaproponowanego przez Unię Europejską.
W lipcu 2016 odbył się zjazd nadzwyczajny, podczas którego prezesem został Bartosz Berk. W lipcu 2017 Młodzież Wszechpolska wystawiła „akty zgonu politycznego” jedenastu prezydentom największych miast w Polsce (m.in. prezydentowi Gdańska Pawłowi Adamowiczowi, prezydent Warszawy Hannie Gronkiewicz-Waltz, prezydent Łodzi Hannie Zdanowskiej, prezydentowi Poznania Jackowi Jaśkowiakowi, prezydentowi Krakowa Jackowi Majchrowskiemu i prezydentowi Wrocławia Rafałowi Dutkiewiczowi). Prokuratura Rejonowa Gdańsk-Śródmieście w Gdańsku nie dopatrzyła się w tym postępku znamion przestępstwa. W grudniu 2017 odbył się zjazd, podczas którego uchwalono nowy statut.
W styczniu 2018 Wszechpolacy wraz ze Szturmowym Poznaniem zorganizowali kontrmanifestację pro-life wobec Czarnego Protestu o nazwie Hardbass za życiem w Poznaniu. Kontrmanifestanci przebrani w białe kombinezony tańczyli utwór Nash Gimn grupy Hardbass School.
W kwietniu 2018 podczas zjazdu w Kłobucku Ziemowit Przebitkowski został wybrany na prezesa organizacji. W 2018 Młodzież Wszechpolska przeprowadziła protesty przeciwko akcjom społecznym zwracającym uwagę na problem pedofilii w Kościele katolickim, m.in. w Pile, Poznaniu, Szczecinie, Rzeszowie, Gdańsku i Bydgoszczy. Swój protest Wszechpolacy uzasadniali tym, że według nich „kwestia pedofilii w Kościele jest bardzo rozdmuchana” a feministki pod pretekstem problemu pedofilii atakują Kościół katolicki.
W 2019 organizacja zaangażowała się w obronę Zygmunta Szendzielarza ps. „Łupaszka” przy okazji zmiany nazwy jego ulicy przez radnych w Białymstoku. W grudniu 2019 MW zorganizowała zjazd z okazji 30-lecia reaktywacji organizacji.
15 sierpnia 2020 podczas zjazdu w Warszawie Ziemowit Przebitkowski został ponownie wybrany na prezesa organizacji. Tego samego dnia Młodzież Wszechpolska zorganizowała Marsz Zwycięstwa z okazji 100. rocznicy bitwy warszawskiej. 16 sierpnia 2020 Młodzież Wszechpolska wraz z Ruchem Narodowym oraz Stowarzyszeniem „Marsz Niepodległości” zorganizowała manifestację „Stop agresji LGBT” pod Bramą Główną Uniwersytetu Warszawskiego, w której wzięło udział tysiąc osób. Organizatorzy podkreślali w trakcie manifestacji swój sprzeciw wobec postulatów LGBT oraz rewolucji kulturowej. Organizatorzy zbierali także podpisy pod obywatelskim projektem ustawy wprowadzającym zakaz organizacji marszów równości.
Od 26 marca 2022 prezesem Młodzieży Wszechpolskiej jest Marcin Kowalski. W 2023 roku organizacja przeprowadziła kampanię społeczną piętnującą patologiczne zachowania internetowych influencerów.
W 80. rocznicę Krwawej Niedzieli Wszechpolacy stworzyli przy przejściu granicznym w Medyce symboliczny cmentarz upamiętniający ofiary ludobójstwa dokonanego na Polakach przez Ukraińców. Celem akcji było zwrócenie uwagi na konieczność przeprowadzenia ekshumacji ofiar Rzezi Wołyńskiej. Według Młodzieży Wszechpolskiej symboliczny cmentarz był wyrzutem sumienia dla Ukrainy.

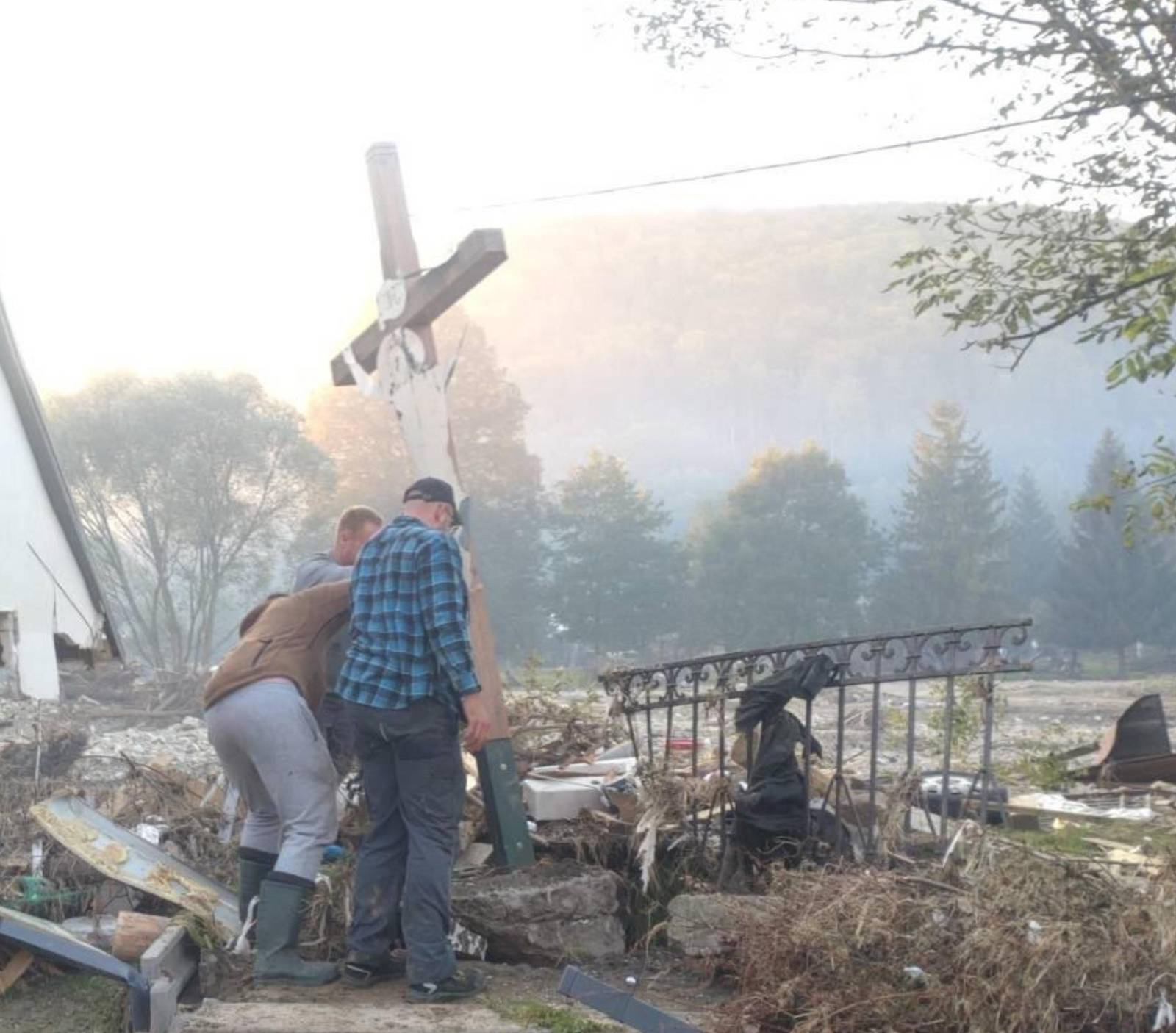
Młodzież Wszechpolska podnosi krzyż przewrócony podczas powodzi w 2024 r.

1 maja 2024 roku został zorganizowany Marsz Suwerenności, którego celem był sprzeciw wobec działań Unii Europejskiej oraz podkreślenie wagi suwerenności Polski. 15 sierpnia 2024 roku został zorganizowany Marsz Zwycięstwa pod hasłem „Obrona granic służbą Ojczyźnie”. Celem manifestacji było wyrażenie solidarności ze Strażą Graniczną na granicy polsko-białoruskiej.
14 września 2024 roku nowym prezesem Młodzieży Wszechpolskiej został Marcin Osowski. W II połowie 2024 roku Młodzież Wszechpolska przeprowadziła działania, które miały na celu przeciwdziałanie skutkom powodzi na południu Polski. Organizacja zakupiła potrzebny sprzętu dla osób poszkodowanych powodzią, a działacze organizacja włączyli się fizycznie w pomoc instytucjom państwowym w celu usuwania skutków powodzi.
W październiku 2024 roku Młodzież Wszechpolska włączyła się w prace Komitetu Inicjatywy Ustawodawczej Stop narkotykowi pornografii, która na celu miała ograniczenie dostępu do treści pornograficznych dla osób poniżej 18. roku życia.
W kwietniu, maju i czerwcu 2025 roku organizowała szereg manifestacji antyimigracyjnej pod hasłem Polska dla Polaków, w tym w Tczewie, Gdańsku, Szczecinie, Radomiu i Rzeszowie.
24 maja 2025 roku Młodzież Wszechpolska zorganizowała Pielgrzymkę Kościoła Walczącego z Ostrowa Lednickiego do Gniezna, które było uczczeniem milenium koronacji Bolesława Chrobrego na pierwszego króla Polski.

## Idea

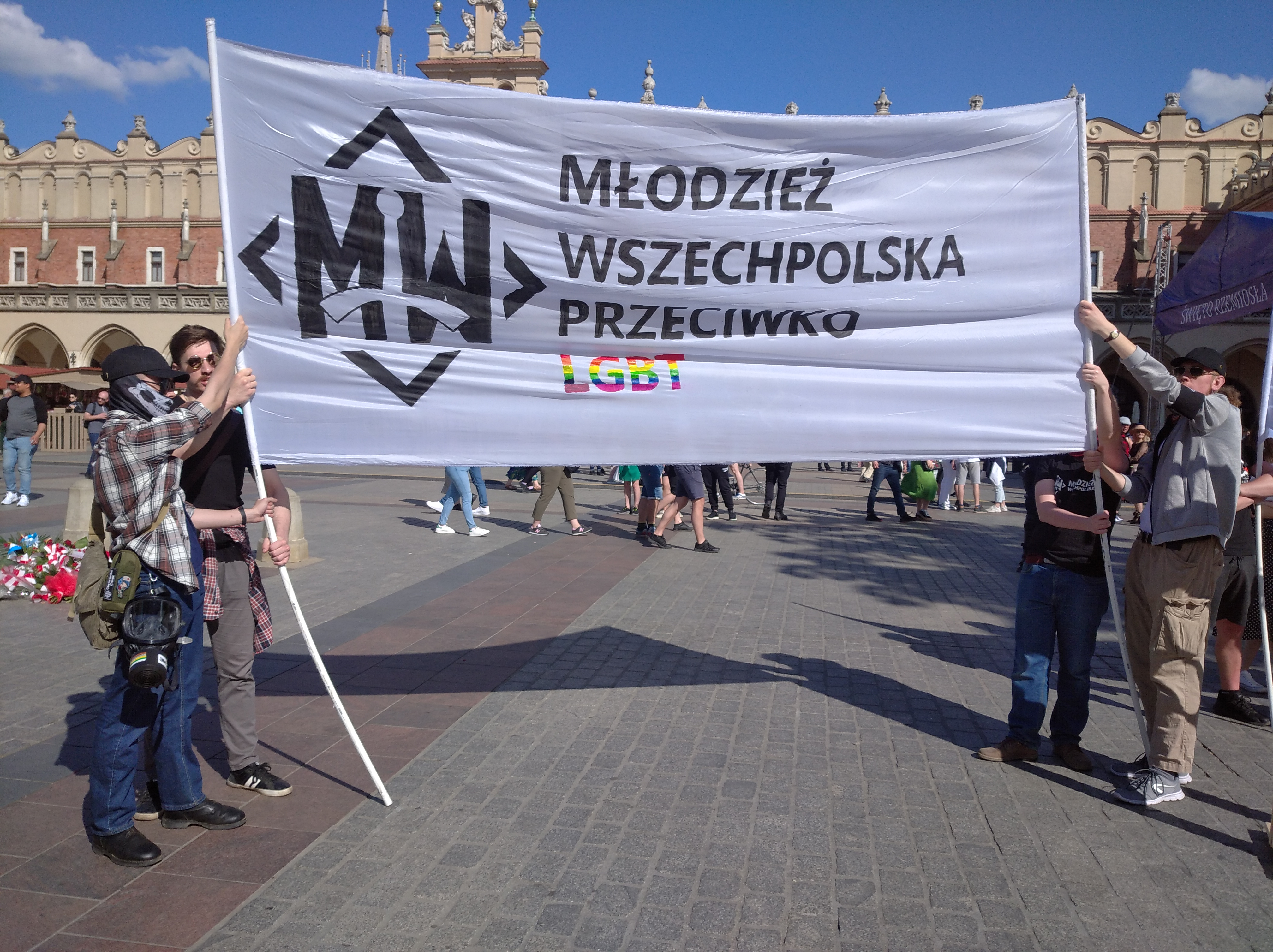
Kontrdemonstracja MW przeciwko marszowi równości w Krakowie w maju 2022.

Młodzież Wszechpolska jest organizacją narodowo-katolicką. Jako najwyższą wartość uniwersalną uznaje Boga, a Kościół Katolicki postrzega jako wychowawcę narodu i drogę do świętości. Wszechpolacy podkreślają należny Kościołowi szacunek i należne miejsce w Państwie. Zgodnie z deklaracją z 1989 roku etyka katolicka ma obowiązywać zarówno w życiu prywatnym, jak i publicznym. Opowiada się za budową Katolickiego Państwa Narodu Polskiego, które miałoby się stać filarem cywilizacji łacińskiej. Za najwyższą wartość doczesną Młodzież Wszechpolska uznaje Naród, który jest wspólnotą wiary, dziejów, kultury, ziemi, mowy i obyczajów.
Państwo jest według MW niezbędną formą organizującą politycznie naród, która wymaga stałej troski o jej rozwój. Rodzina jest według organizacji wspólnotą wiary i krwi, ma być ostoją tradycji i obyczajów. Powinna być chroniona przed moralnymi zagrożeniami. Wszechpolacy domagają się wsparcia rodziny w aspekcie materialnym i duchowym. Kultura ma być „duchową racją życia narodowego i dowodem prymatu ducha nad materią”. Domagają się dla niej troski i wsparcia.
Organizacja sprzeciwia się „doktrynom głoszącym samowolę”, liberalizmowi, relatywizmowi i tolerancjonizmowi. Sprzeciwia się Unii Europejskiej. Opowiada się za narodowym solidaryzmem i sprzeciwia się walce klas. W gospodarce opowiada się za powszechną własnością prywatną i sprzeciwia się wykupowi majątku narodowego przez obcy kapitał. 

## Działalność

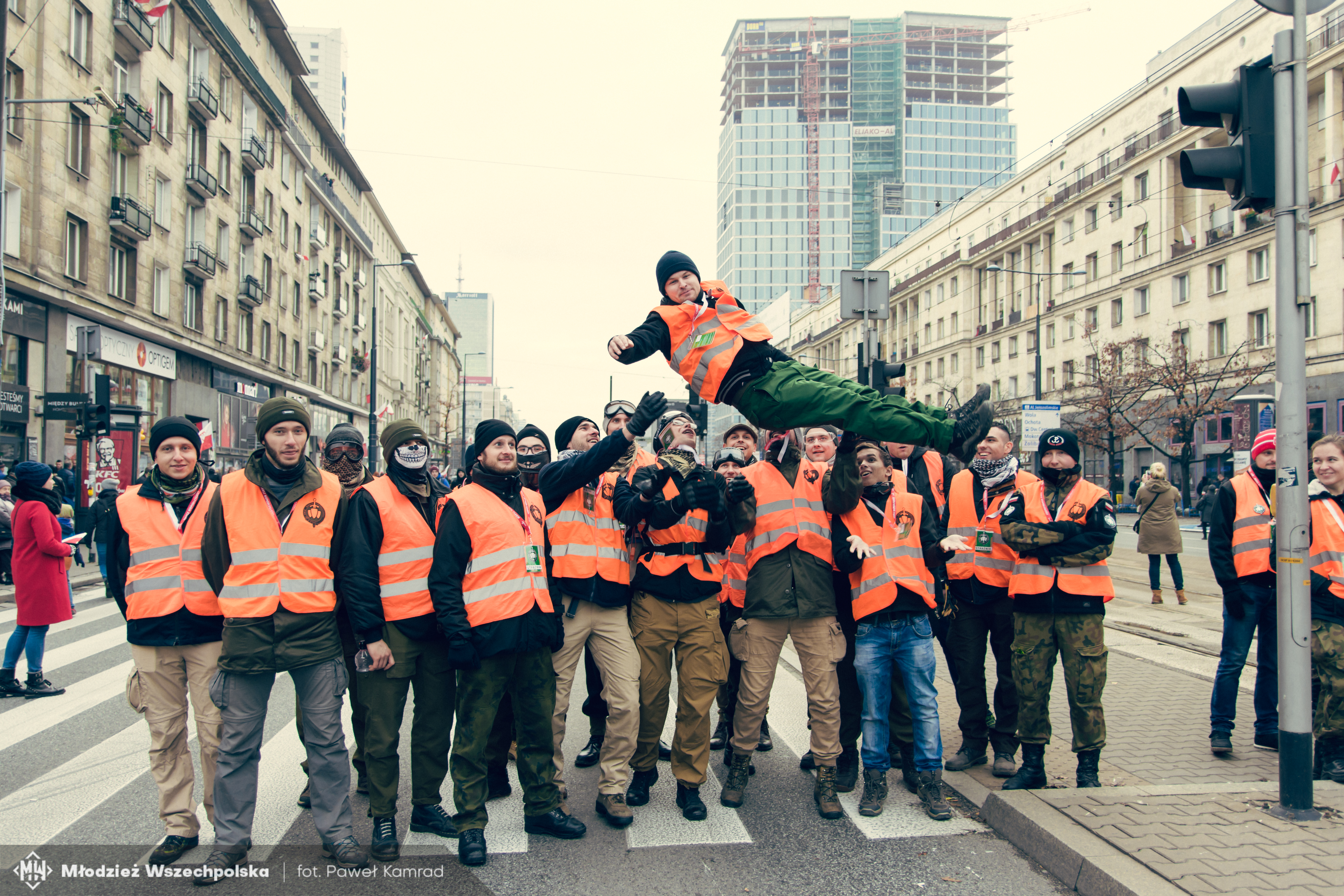
Wszechpolacy w Straży Marszu Niepodległości

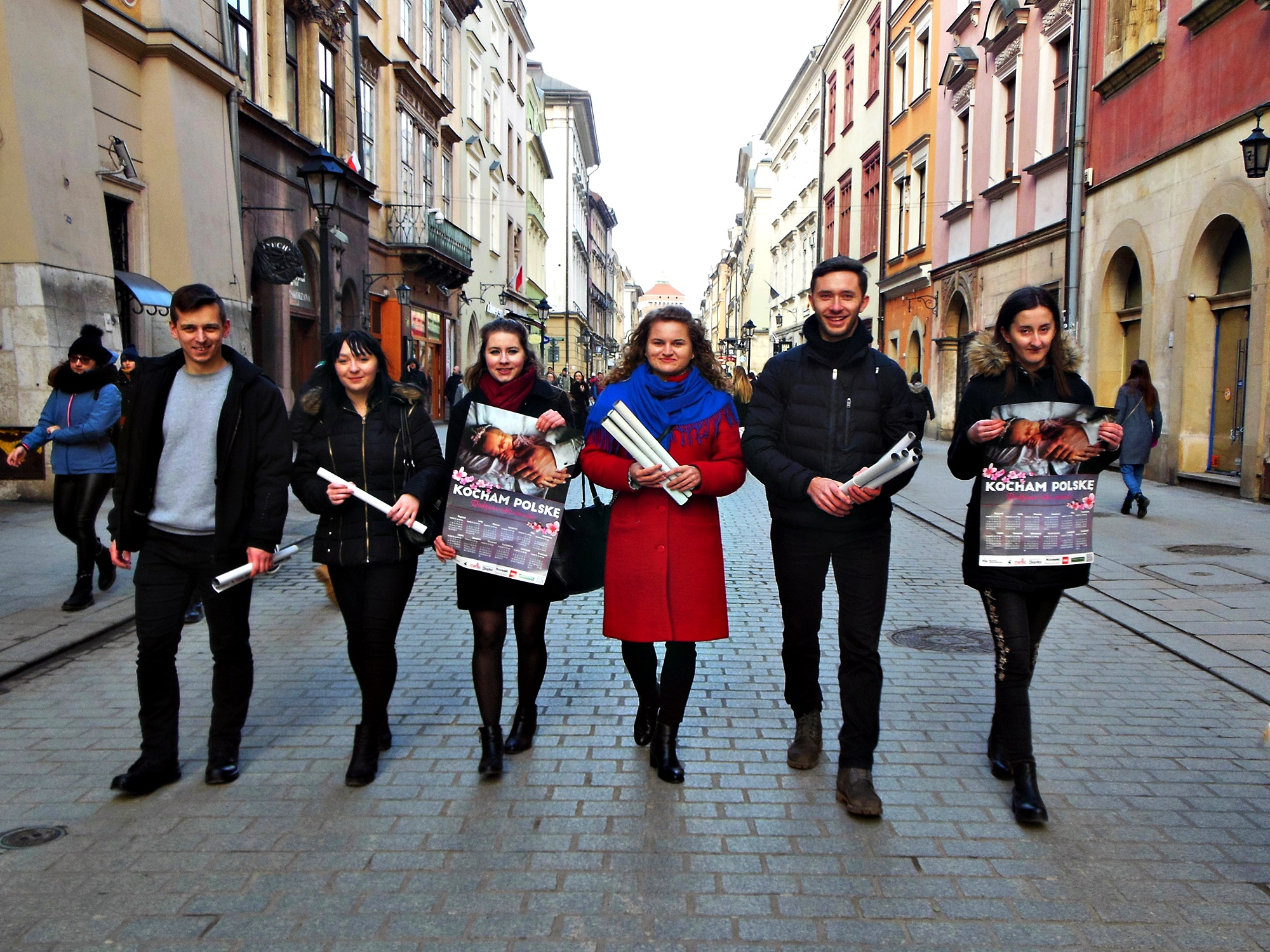
Kampania Społeczna „Kocham Polskę”

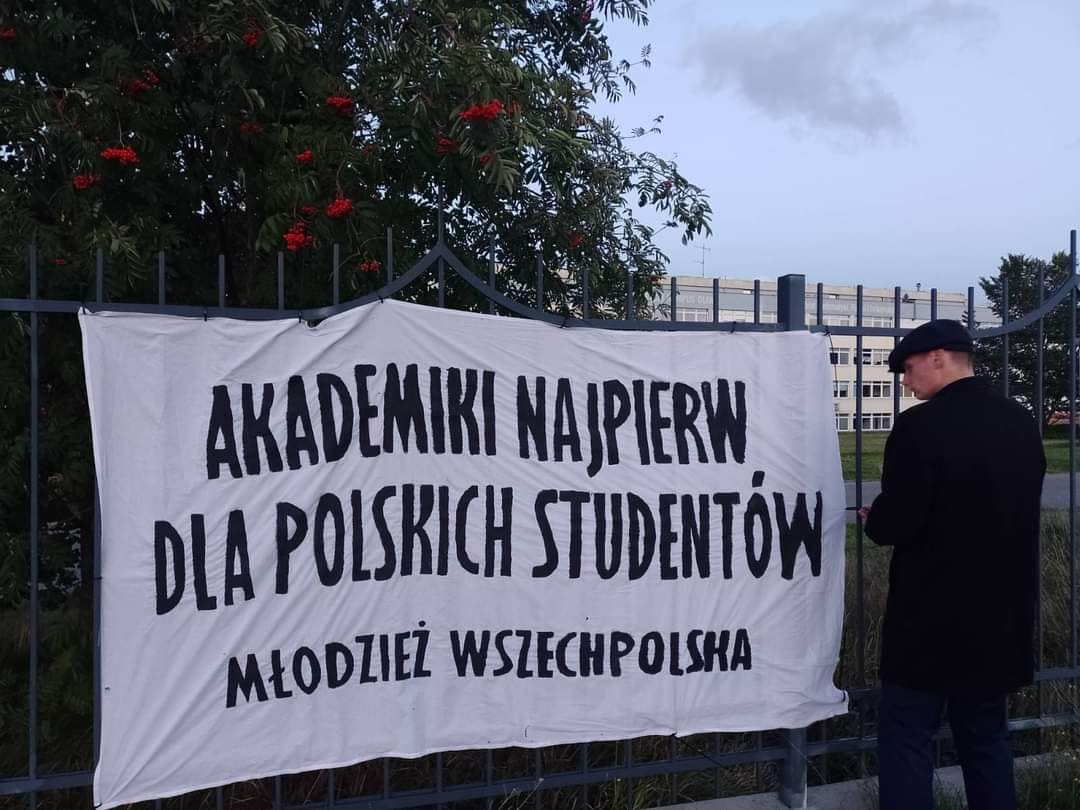
Młodzież Wszechpolska wywiesza transparent na bramie Uniwersytetu Gdańskiego (Gdańsk, 2024)

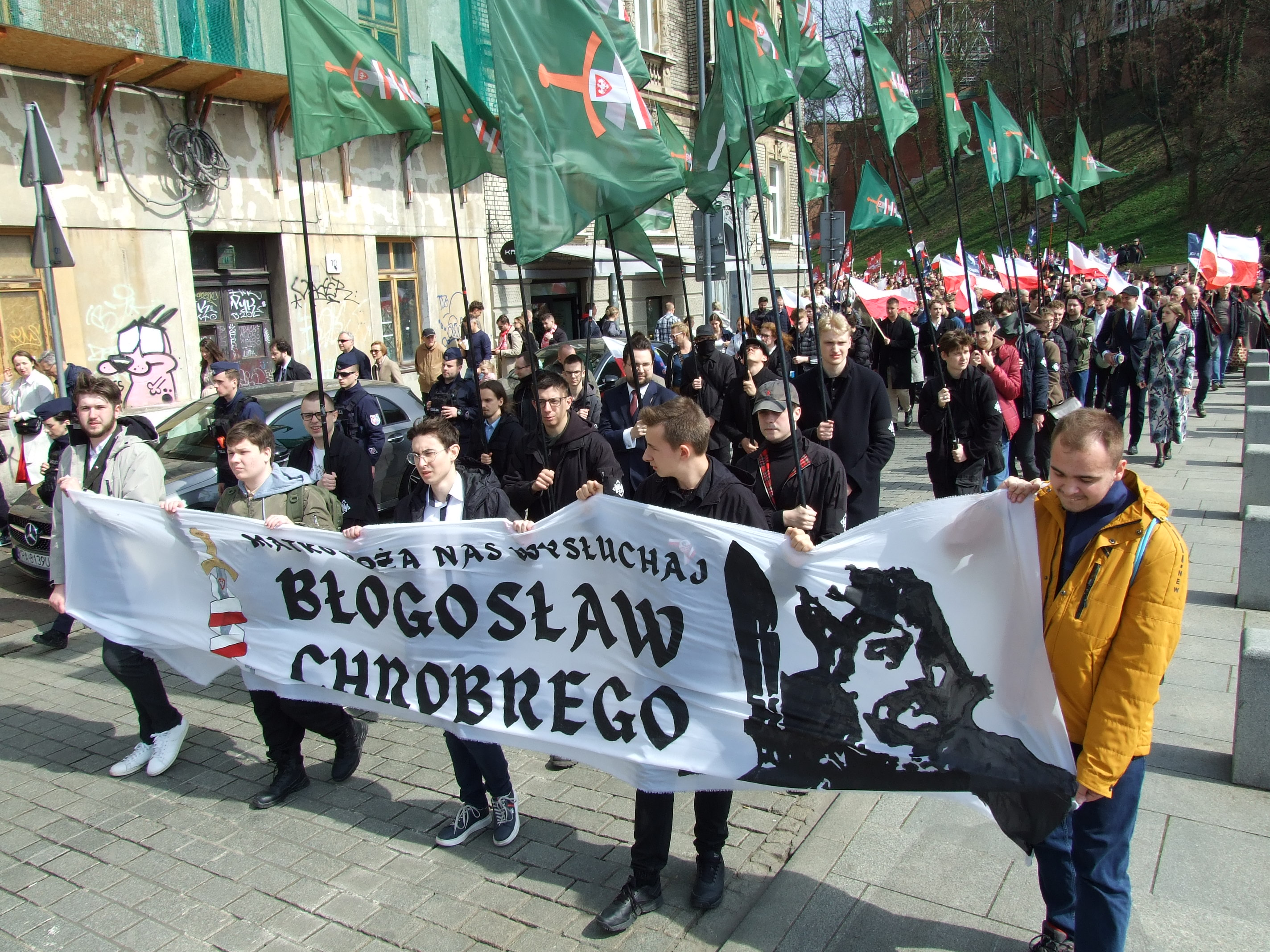
Marsz Młodzieży Wszechpolskiej na Tysiąclecie Królestwa Polskiego (Kraków, 2025)

Młodzież Wszechpolska jest według statutu organizacją społeczną o charakterze ideowo-wychowawczym, działającą na terenie całej Polski i skupiającą młodzież licealną i akademicką. Stawia sobie za cel wychowanie członków w duchu wartości narodowych i katolickich.
Młodzież Wszechpolska jest organizatorem lub współorganizatorem wielu cyklicznych akcji, jak np.:
- Marsz Niepodległości – manifestacja odbywająca się co roku od 2010 r. mająca na celu uczczenie Narodowego Święta Niepodległości.
- Kampania Społeczna „Kocham Polskę” – społeczna akcja, której celem jest promocja nowoczesnego patriotyzmu, uczczenie rocznicy powstania Armii Krajowej i nadanie aktualnej treści miłości do Ojczyzny[60]. Młodzież Wszechpolska uważa, że Walentynki stały się skomercjalizowanym świętem, dlatego postanowiła odwróć ten trend i pokazać, że miłość do Ojczyzny w tym dniu jest najważniejsza[61].
- „Pomocna dłoń” – akcja pomocy studentom pierwszego roku w pokonywaniu trudności związanych z rozpoczęciem studiów
- „Kupuj Polskie” – kampania społeczna organizowana zwykle przed świętami Bożego Narodzenia i Wielkanocy. Jej celem jest promowanie postawy patriotyzmu konsumenckiego oraz uświadomienie Polakom korzyści płynących z zakupu polskich produktów[62].
- Pikieta „W imieniu dam” – manifestacja organizowana z okazji Dnia Kobiet razem z Narodową Organizacją Kobiet mająca na celu promocję tradycyjnych wartości, sprzeciw wobec aborcji i seksualizacji życia publicznego[63][64]

MW wydaje pismo „Wszechpolak”, prowadzi własny portal informacyjny „Narodowcy.net”. Organizowała również Marsz Tradycji i Kultury jako sprzeciw wobec organizacji i manifestacji LGBT. Ponadto zainicjowała akcje społeczne: „Polska flaga w polskim domu” oraz „Strajk szkolny” (protest wobec ograniczonemu programowi lekcji historii w szkołach za czasów rządów Donalda Tuska).
Młodzież Wszechpolska przez lata wyrażała poparcie dla zabójcy Janusza Walusia, który w 1993 roku w RPA zabił Chrisa Haniego, by powstrzymać demontaż apartheidu w tym kraju. Skazano go na karę śmierci, zamienioną na dożywocie. Po 29 latach został warunkowo zwolniony z więzienia, a w 2024 roku trafił do Polski. Jak podaje Stowarzyszenie „Nigdy Więcej”, przedstawiciele Młodzieży Wszechpolskiej zwracali się do instytucji państwa o udzielenia wsparcia Walusiowi, wyrażali uznanie dla niego podczas manifestacji ulicznych, a także zamieszczali pochwalne wpisy w mediach społecznościowych. W raporcie z kwietnia 2025 Stowarzyszenie „Nigdy Więcej” odnotowało między innymi wpis na profilu Młodzieży Wszechpolskiej, w którym gloryfikowano zamach na Haniego: „Janusz Waluś to bohater, który swoim czynem uratował wiele istnień spowalniając pędzący do RPA zbrodniczy komunizm!”.

## Prezesi
- Roman Giertych (2 grudnia 1989 – 1994)
- Damian Pukacki (1994–1995)
- Dariusz Wasilewski (1995–1997)
- Piotr Sosiński (luty 1997 – 23 października 1999)
- Wojciech Wierzejski (23 października 1999 – 24 czerwca 2000)
- Maciej Twaróg (24 czerwca 2000 – 15 lipca 2002)
- Piotr Ślusarczyk (15 lipca 2002 – 7 lutego 2004)
- Radosław Parda (7 lutego 2004 – 16 kwietnia 2005)
- Marcin Kubiński (16 kwietnia 2005 – 7 listopada 2005)
- Krzysztof Bosak (7 listopada 2005 – 17 grudnia 2006)
- Konrad Bonisławski (17 grudnia 2006 – 14 marca 2009)
- Robert Winnicki (14 marca 2009 – 13 kwietnia 2013)
- Tomasz Pałasz (13 kwietnia 2013 – 21 marca 2015)
- Adam Andruszkiewicz (21 marca 2015 – 2 lipca 2016)
- Bartosz Berk (2 lipca 2016 – 14 kwietnia 2018)
- Ziemowit Przebitkowski (od 14 kwietnia 2018 – 26 marca 2022)
- Marcin Kowalski (od 26 marca 2022 – 14 września 2024)
- Marcin Osowski (od 14 września 2024)

## Struktura
Władzami centralnymi stowarzyszenia są:
- Zjazd zwoływany co najmniej raz na dwa lata, w jego skład wchodzą wszyscy działacze, stanowi on najwyższą władzę stowarzyszenia
- Prezes
- Zarząd Główny
- Rada Naczelna będąca głównym organem uchwałodawczym i konsultacyjnym władz stowarzyszenia
- Główna Komisja Rewizyjna
- Sąd Koleżeński

Podstawową jednostką struktury terenowej stowarzyszenia jest koło. Powyżej znajdują się okręgi, których granice w Polsce stanowią granice województw, zaś za granicą granice państw, w obu przypadkach: o ile Rada Naczelna nie podejmie innej uchwały. Kadencje władz okręgów i kół trwają rok.

## Hymn
Hymnem Młodzieży Wszechpolskiej jest Hymn Młodych Obozu Wielkiej Polski, śpiewany do melodii Warszawianki 1831 roku.

## Krytyka

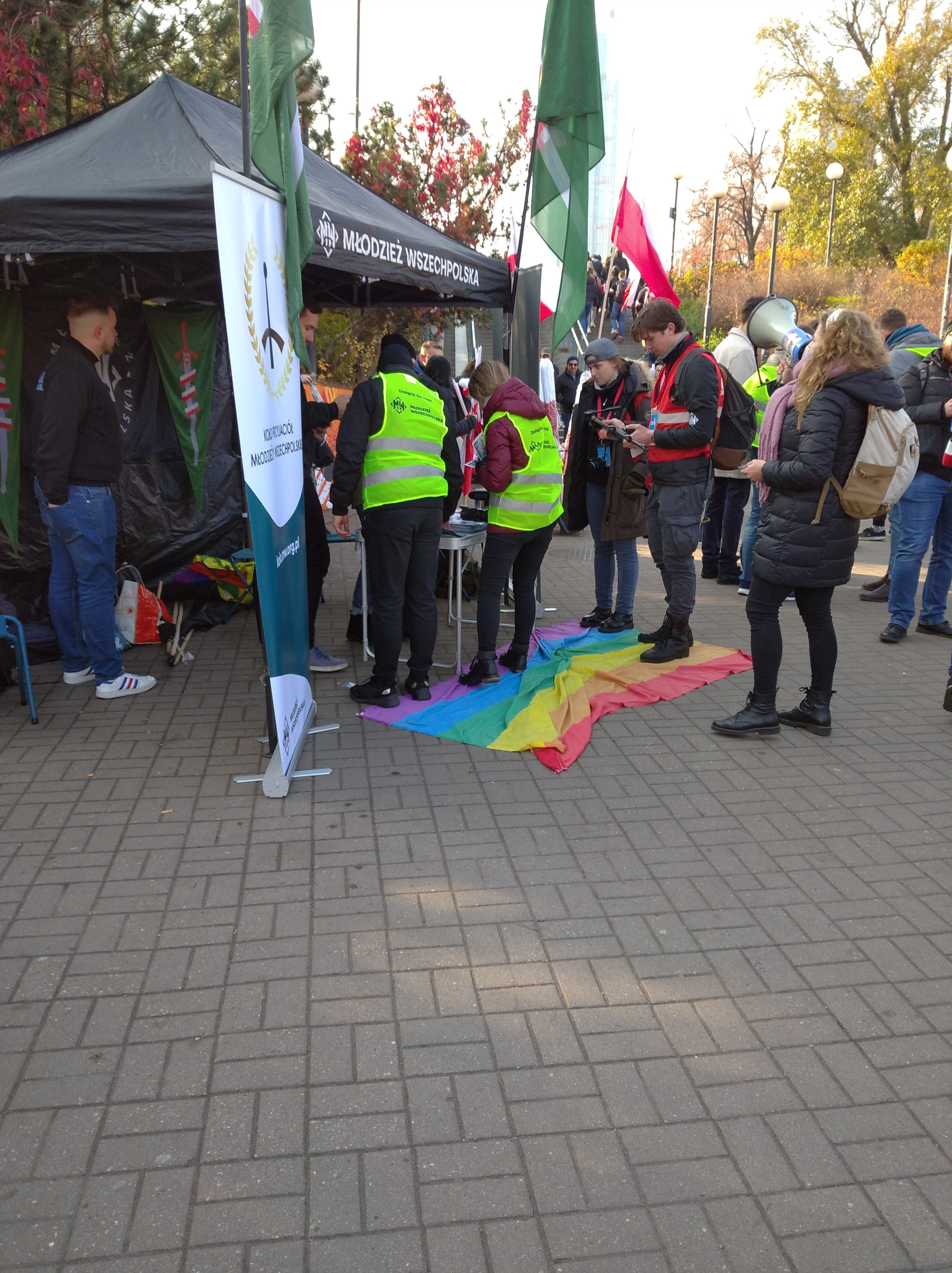
Stoisko Młodzieży Wszechpolskiej, przed którym położono tęczową flagę do deptania po niej – Warszawa, 11 listopada 2021.

Jej członkowie wypowiadali się m.in. na temat osób homoseksualnych, wyrażając swoją niechęć do nich poprzez m.in. słownictwo powszechnie uznane za obraźliwe. Organizacja została określona jako homofobiczna przez Human Rights Watch. Wszechpolacy odpowiadają na to, że sprzeciwiają się środowiskom LGBT, które wykorzystują tę ideologię w bieżącej walce politycznej i robią z tego kampanię nienawiści przeciw Kościołowi Katolickiemu i tradycyjnym wartościom.
Sojusz Lewicy Demokratycznej w 2012 postulował delegalizację ONR i Młodzieży Wszechpolskiej za jawne i czytelne propagowanie faszyzmu podczas Marszu Niepodległości, a także za łamanie konstytucji i prawa. Jerzy Stępień (były prezes Trybunału Konstytucyjnego) uznał wówczas wniosek za niezasadny, ale dodał, że „nie można pochwalać burd i haseł wznoszonych podczas demonstracji skrajnej prawicy, ale to cena, którą demokracja musi zapłacić”. Podkreślił również, że należy stawiać na edukację, a nie delegalizację.
14 grudnia 2013 r. na jednym z portali społecznościowych Młodzież Wszechpolska opublikowała grafikę przedstawiającą gen. Wojciecha Jaruzelskiego (podpisany: „1981 stan wojenny”) i Lecha Kaczyńskiego (podpisany: „2007 traktat lizboński”). Na grafice widniał napis „Pamiętamy twarze zdrajców”. Gazeta Polska Codziennie pisała wtedy o „skandalicznym zestawieniu” uznając to porównanie za atak na Lecha Kaczyńskiego oraz pisała również o burzy wśród internautów. Andrzej Gwiazda stwierdził, że „MW tym czynem przebiła podłości komunistycznej propagandy”, a Stanisław Pięta z PiS uznał, że „to przykre, że osoby uważające się za patriotów zestawiają wybitnego polskiego patriotę, który oddał życie w służbie dla Polski, z komunistycznym zbrodniarzem”. Artur Zawisza tłumaczył wtedy, że MW zastosowała skrót myślowy. Sama organizacja tłumaczyła, że „grafika ta powinna prowokować [sic!] do dyskusji na temat tego, czym dla suwerenności Rzeczypospolitej Polski było podpisanie Traktatu Lizbońskiego”, jednak uznała to porównanie za „niefortunne i nieuczciwe” i zadeklarowała, że „aby uniknąć takich nieporozumień w przyszłości, następne grafiki nawiązujące do tego tematu nie będą zawierać już podobnych niefortunnych porównań. Rzeczywiście powinny one przedstawiać wyłącznie sam fakt podpisania Traktatu Lizbońskiego przez śp. Lecha Kaczyńskiego oraz wyraźnie nazywać go zdradą interesów narodowych”.